# Chécy
Chécy – miejscowość i gmina we Francji, w Regionie Centralnym, w departamencie Loiret.
Według danych na rok 1990 gminę zamieszkiwało 7177 osób, a gęstość zaludnienia wynosiła 464 osoby/km² (wśród 1842 gmin Regionu Centralnego Chécy plasuje się na 44. miejscu pod względem liczby ludności, natomiast pod względem powierzchni na miejscu 862.).